# Сміт-коледж
42°19′03″ пн. ш. 72°38′15″ зх. д. / 42.3175° пн. ш. 72.6375° зх. д.
Сміт-коледж, або Коледж Сміт — приватний жіночий гуманітарний коледж, розташований у Нортгемптоні, штат Массачусетс. Це найбільший коледж асоціації «Семи сестер». Також входить до консорціуму «П'ять коледжів», що дозволяє студентам відвідувати заняття чотирьох інших навчальних закладів регіону — Коледжу Маунт-Голіок, Емгерстського коледжу, Гемпшир-Коледжа та Массачусетського університету в Емгерсті. Журнал US News & World Report включає його в число 20 найкращих гуманітарних коледжів США.

## Історія
Про заснування Нортгемптонського жіночого коледжу було оголошено в 1871 році відповідно до заповіту Софії Сміт, на честь якої він і був названий. Коледж відкрився в 1875 році, в ньому було 14 студенток та шість викладачів. У 1890 році на території коледжу було закладено ботанічний сад і дендрарій, навколо яких згодом сформувався кампус коледжу, що нині займає площу близько 60 гектарів, на якій виростають близько 1200 видів дерев і чагарників. До середини другого десятиліття XX століття кількість студенток коледжу перевищила 1700, а кількість навчальних програм досягла 163. На цей час коледж Сміт, в якому проходять навчання на перший академічний ступінь близько 2600 студенток (і близько 250 — у філіях), є найбільшим приватним жіночим коледжем у США.
За час роботи в коледжі Сміт змінилися 10 президентів і два виконувачі обов'язків президента. У рік століття коледжу на цю посаду вперше вступила жінка, Джілл Кер Конвей. Першою очільницею коледжу була Елізабет Каттер-Морроу, яка приїхала з Австралії, проте вона не носила титулу президента). Починаючи з Конвей, усі президенти коледжу були жінками, крім річної каденції Джона М. Конноллі як виконувача обов'язків президента.

## Програма коледжу

### Бакалаврат та постбакалаврат
У коледжі Сміт працюють 285 професорів у 41 академічних департаментах. Кількість студенток на бакалавріаті — близько 2600 (конкурс на одне місце близько двох осіб) . Це перший та єдиний жіночий коледж у Сполучених Штатах, який пропонує бакалаврат у галузі технології та машинобудування.
У середньому кожен факультет коледжу Сміт припадає 9 студенток, у двох третинах навчальних груп менш як 20 студенток. Найбільш популярними напрямками є:
- суспільні науки (24 % студенток першого ступеня);
- іноземні мови та література (12 %);
- географія, етнографія, культурологія та гендерні дослідження (9 %);
- психологія (9 %);
- образотворче та сценічне мистецтво (8 %)[16] .

У коледжу Сміт є своя спеціальна програма за кордоном для іноземців (JYA) у чотирьох європейських містах: Парижі, Гамбурзі, Флоренції та Женеві. Ці програми відрізняються тим, що ведуться мовою відповідної країни (так, у Парижі та Женеві — французькою). У деяких випадках студентки мешкають у місцевих сім'ях. Майже половина першокурсниць коледжу Сміт навчається за кордоном.
Першокурсниці з факультетів математики в інших коледжах запрошуються на заняття у коледжі Сміт під егідою Центру жінок-математиків, який працює з 2007 року з професорами Рут Гаас та Джимом Генле. Центр також надає можливість річного постбакалаврату для студенток, чиєю основною спеціальністю не була математика. Інститут вільних мистецтв Луїзи та Едмунда Кана надає підтримку дослідницькій роботі поза рамками традиційних академічних факультетів та програм. Стипендіатки Кана отримують річну підтримку своїх міждисциплінарних проектів .

### Інші ступені та дипломи
Як жінки, так і чоловіки можуть отримати в коледжі Сміт ступінь магістра в таких галузях, як педагогіка (у тому числі навчання глухих, викладання у початковій, середній та вищій школі), мистецтво, біологія, фізкультура та спорт та соціальна робота. Також можна отримати докторський ступінь із соціальної роботи. Щорічно в коледжі Сміт налічується близько ста студентів у магістратурі та докторантурі . Також є можливість отримати диплом у галузі американістики (тривалість програми один рік), який не дає академічного ступеня .

## Відомі випускники
Випускниця 1893 Флоренс Р. Сабін, учена-медик, стала першою жінкою, обраною членом Національної АН США (1925 року).
Серед випускниць коледжу Сміт дві перші леді США — Ненсі Рейган та Барбара Буш — а також дочка президента Ніксона Джулі. Декілька випускниць коледжу займали пости в Конгресі (від штатів Вісконсін, Каліфорнія та Массачусетс), а випускниця коледжу Лора Тайсон очолювала Національну економічну раду за президента Клінтона.
Коледж Сміт у різні періоди відвідували як студентки політичні активістки Бетті Фрідан і Глорія Стайнем, письменниці Маргарет Мітчелл, Джулія Чайлд, Галина Посвятовська , Мадлен Л'Енгл, Маргарет Едсон, Сара Маклін, Гелен Вудард Атвотер, Сільвія Плат, Бонні Франклін.